# 软计算
軟計算（Soft computing）是通過對不確定、不精確及不完全真值的容錯以取得低代價的解決方案和強健性的處理方式，和傳統計算（硬計算）不同。硬計算的主要特徵是嚴格、確定和精確。但是硬計算並不適合處理現實生活中的許多問題，例如駕駛汽車。它模擬自然界中智能系統的生化過程（人的感知、腦結構、進化和免疫等）來有效處理日常工作。軟計算包括幾種計算模式：模糊邏輯、人工神經網絡、遺傳算法和混沌理論。神經網絡通常用於預測。多層感知神經網絡的基本結構由輸入層、中間隱藏層和輸出層組成，輸入因子 (ai) 和權重 (wij) 的乘積被饋送到與神經元偏差 (bj) 相加的結點。模糊邏輯已被用於解決多準則決策、模式識別和疾病診斷等問題。混沌及其應用包括化學、生態學和經濟學。在管理運籌學領域研究包括很多混沌系統，如排隊系統、庫存系統、計劃調度系統等。這些系統的主要特點是在不同的管理決策規則下隊列、庫存和計劃調度的混亂。 混沌管理依賴於變化規則，變化規則是基於有序或無序變化、適應性、新的有序出現過程的一套規則這些算法可以容忍不精確、不確定、部分真實和近似。軟計算與硬計算形成對比：算法可以找到問題的可證明正確和最佳解決方案。這些模式是互補及相互配合的，因此在許多應用系統中組合使用。

## 历史
- 1943年，McClulloch和Pitts发表神经元的数学模型。
- 1965年，L. Zadeh提出模糊逻辑理论。
- 1975年，J. Holland提出遗传算法。
- 1975年，J. Yorke和T.Y. Li给出"混沌"的严格定义。
- 1991年，L. Zadeh指出人工神经网络、模糊逻辑及遗传算法与传统计算模式的区别，将它们命名为软计算。
- 近年文献中将混沌理论、遗传算法和模拟退火算法等概率推理（Probabilistic Reasoning）归入软计算。

## 与传统人工智能的区别
传统人工智能进行符号操作，这基于一种假设：人的智能存储在符号化的知识库中。但是符号化知识的获得和表达限制了人工智能的应用（即符号主义的缺点）。一般的，软计算不进行太多的符号操作。因此，从某种意义上说，软计算是传统人工智能的补充。

## 软计算的应用
- 控制系统
- 模式识别
- 优化
- 自动决策
- 预测
- 分类

1. ↑  Sustainable Construction Safety Knowledge Sharing: A Partial Least Square-Structural Equation Modeling and A Feedforward Neural Network Approach. Sustainability 2019, 11, 5831. https://doi.org/10.3390/su11205831
2. ↑  Intuitionistic multi fuzzy ideals of near-rings. Decision Making: Applications in Management and Engineering, 20223, 6(1), 564-582. https://doi.org/10.31181/dmame04012023b
3. ↑  Dynamics Analysis and Fractional-Order Approximate Entropy of Nonlinear Inventory Management Systems, 2021, 5516703, https://www.hindawi.com/journals/mpe/2021/5516703/ （页面存档备份，存于）